# Andreas Wilhelm Hagemann (Theologe, 1696)
Andreas Wilhelm Hagemann (* 21. Juli 1696 in Einbeck; † 25. März 1773 in Hardegsen) war ein deutscher lutherischer Geistlicher.

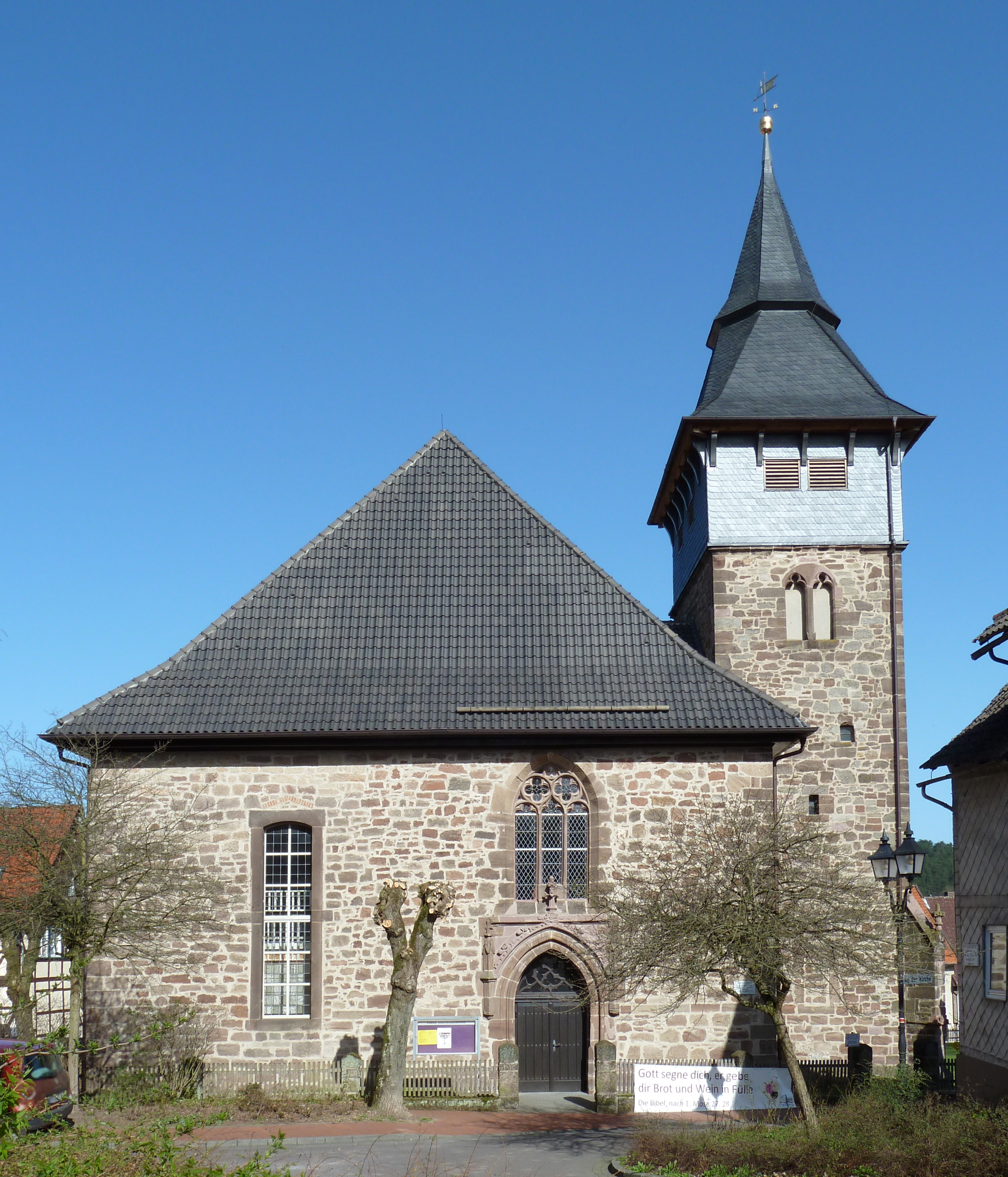
Stadtkirche St. Mauritius in Hardegsen, Wirkungsort Hagemanns

## Leben
Andreas Wilhelm Hagemann war der erste von zwei Söhnen des Einbecker Pastors und späteren Superintendenten in Hann. Münden Theophilus Andreas Hagemann (1662–1742) und dessen zweiter Ehefrau Emerentia Agnes geb. Berckelmann (* 1670 in Einbeck; † 13. Dezember 1731 in Hann. Münden), Tochter des Stadtphysicus in Einbeck Johann Heinrich Wilhelm Berckelmann (* 28. Februar 1633 in Göttingen).
Er studierte Theologie in Jena (ab 1714). 1723 wurde er Kaplan in St. Blasius (Hannoversch Münden), der Kirchengemeinde seines Vaters. Ab 1737 wirkte er als dessen Stellvertreter, nach dessen Tod von 1742 bis 1750 als erster Pfarrer. 1745 stand er Pate für seinen gleichnamigen Neffen, der später Pastor an der Marktkirche in Hannover wurde.
1750 berief man ihn als Superintendenten an St. Mauritius in Hardegsen, wo er bis zu seinem Tod wirkte. Sein Epitaph an der Südwand der Kirche trägt folgende lateinische Inschrift:
VIR SUMMEREVERENDUS
ANDREAS WILHELMUS HAGEMAN
MASCULAE PIETATIS
NATUS EINBECAE 21.JULI/I.AUG 1696
PASTORIS OLIM MUNDAE
PER XXVII ANNOS
SUPERINTENDENTIS VEROMINERE
PER XXIII ANNOS
HARDESIAE FIDELITER FUNCTUS
DIE XXV MARTII
ANNO MDCCLXXIII
DEFUNCTUS EST POSTQUAM VIXIT LXXVI ANNOS
VII MENSES ET XXV DIES
OSSA EIUS HIC CONDITA

## Familie
Er war verheiratet mit Catharina Henriette Sartorius (* 1709 in Göttingen; † 1761 in Hardegsen), Tochter von Friedrich Heinrich Sartorius, Pastor an St. Marien in Göttingen und Maria Elisabeth Riefkohl. Ihr Sohn Georg August Hagemann (1728–1793) wurde Amtmann in Dannenberg und Lauenburg. Der zweite Sohn Johann Georg Hagemann (1739–1794) war Konduktor in Förste, danach Pacht-Amtmann im nahegelegenen Hevensen. Der dritte Sohn, Friedrich Wilhelm Hagemann (1742–1794), war Amtmann in Lipprechterode.